# Ernesto Maserati
Ernesto Maserati, italijanski dirkač in avtomobilski inženir, * 4. avgust 1898, Voghera, Italija, † 12. januar 1975, Bologna, Italija.
Ernesto Maserati se je rodil 4. avgusta 1898, kot najmlajši izmed sedmih bratov, ki so ustanovili delavnico Maserati. Ernesto jo je med prvo svetovno vojno vodil, ker so ostali bratje odšli v vojsko. Dirkati je začel leta 1924, leta 1927 je že osvojil Italijansko dirkaško prvenstvo z dirkalnikom Maserati Tipo 26, uspeh pa je ponovil še leta 1930 z dirkalnikom Maserati Tipo 8C-2500. V sezoni 1931 je dosegel svoj največji dirkaški uspeh z zmago na dirki za Veliko nagrado Rima. Po smrti brata Alfierija je Ernesto postal direktor, glavni inženir in edini dirkač Maseratija. Leta 1937 je družbo kupil Adolfo Orsi, toda bratje Maserati so ostali tam zaposleni še deset let, Ernesto je sodeloval pri načrtovanju dirkalnika Maserati A6 po drugi svetovni vojni. Leta 1947 je z Ettorom in Bindom ustanovil družbo O.S.C.A.

## Popolni rezultatiEvropskega avtomobilističnega prvenstva
(Legenda)
| Leto | Moštvo   | Make     | 1   | 2       | 3   | EDC | Toč |
| ---- | -------- | -------- | --- | ------- | --- | --- | --- |
| 1931 | Maserati | Maserati | ITA | FRA Ret | BEL | 46= | 22  |